# Pelin
Pelin (türk. für „Wermutkraut“) ist ein türkischer und kurdischer weiblicher Vorname der auch als Familienname vorkommt. In der kurdischen (indogermanischen) Sprache wird Pelin in der Schreibweise Pêlîn geschrieben und bedeutet ‚Blüte‘ – „Blätter eines Friedensbaumes“. Ebenso gibt es im Kurdischen den Namen „Peline“.
Berühmte Namensträgerin des Namens ist die türkische Schauspielerin Pelin Karahan. Die Sängerin Nil Karaibrahimgil hat ein Lied mit dem Titel „Pelin“, das eine Hommage an diesen Namen darstellen soll.
In der altdeutschen Sprache kommt der Name „Philine“ oder „Pauline“ vom Klang her dem Namen „Pelin“ nah.

## Namensträger

### Vorname
- Pelin Akil (* 1986), türkische Schauspielerin
- Pelin Cizgin (* 1986), österreichische Radrennfahrerin
- Pelin Esmer (* 1972), türkische Filmregisseurin
- Pelin Karahan (* 1984), türkische Schauspielerin
- Pelin Öztekin (* 1987), türkische Schauspielerin
- Pelin Ünker (* 1983/84), türkische Investigativjournalistin

### Familienname
- Elin Pelin (Autor) (1877–1949), bulgarischer Schriftsteller
- Mihai Pelin (1940–2007), rumänischer Historiker und Schriftsteller
- Tomislav Pelin (* 1981), kroatischer Fußballspieler
- Tudorel Pelin (* 1969), rumänischer Fußballspieler